# Großer Eichenbock

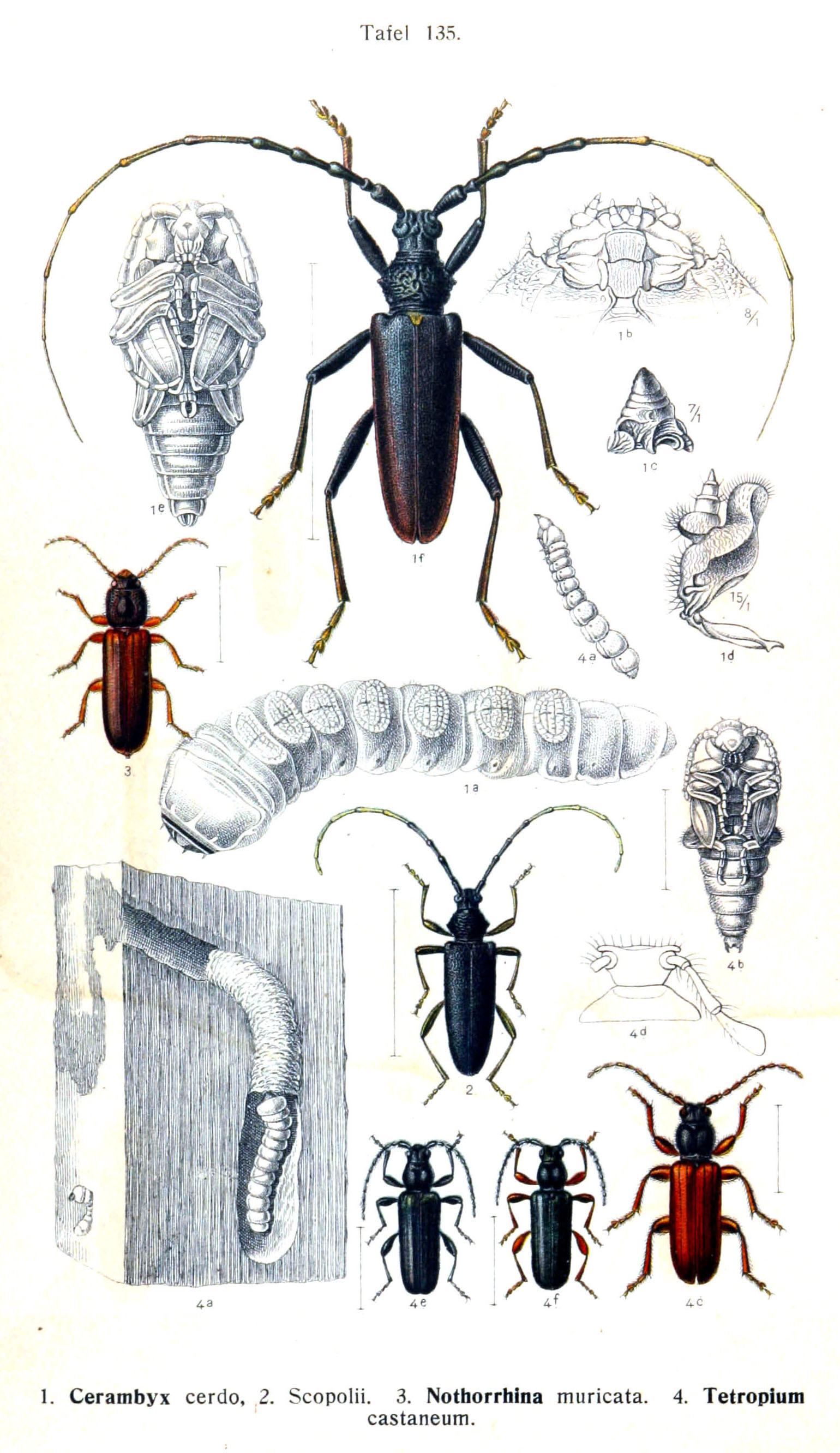
Illustration in Reitter (1912)

Großer Eichenbock

Der Große Eichenbock (Cerambyx cerdo), auch Heldbock, Riesenbock oder Spießbock genannt, ist ein in Deutschland vom Aussterben bedrohter Käfer aus der Familie der Bockkäfer, Unterfamilie Cerambycinae. Die Art zählt zu den größten Käfern Mitteleuropas. Der Große Eichenbock ist in Mittel- und Südeuropa, auch in Südschweden, in Nordafrika und im Kaukasus beheimatet. Der Lauf des Dnepr bildet in etwa die östliche Verbreitungsgrenze. Die Art ist in Mitteleuropa sehr selten geworden und aus weiten Teilen Deutschlands verschwunden.
Der Käfer kann leicht mit Cerambyx welensii verwechselt werden.

## Merkmale
Der schwarzbraune Große Eichenbock wird 24 bis 53 Millimeter lang und zählt damit zu den größten Käfern Mitteleuropas. Die Fühler können beim Männchen das Doppelte der Körperlänge erreichen, die Fühler des Weibchens erreichen in etwa Körperlänge. Die Fühler sind im ersten Glied verdickt, punktiert und runzlig. Kopf, Brust, Beine und Fühler sind schwarz, die schwarzen Flügeldecken werden nach hinten heller bis braunrot. Die Flügeldeckennaht ist zu einem feinen Dorn ausgezogen. An der Unterseite des ersten und zweiten Hinterfußgliedes befindet sich eine Längsrille. Ähnlich sehen die in Südeuropa (bis Süd-Österreich und Slowakei) anzutreffenden Cerambyx welensii Küster, 1846 und C. miles Bonelli, 1812 aus.

## Lebensraum
Der Große Eichenbock bevorzugt sonnenexponierte, kränkelnde oder absterbende alte Stieleichen, seltener Traubeneichen, Buchen oder Ulmen. Vollständig tote Bäume (s. a.: Totholz) werden gemieden. Bevorzugt werden durchfeuchtete Stämme an sonnenexponierten Stellen, ursprünglich wohl in Eichen-Urwäldern der Zerfallsphase und Hartholzauen, Restvorkommen gibt es vor allem in alten Parkanlagen und Hutewäldern. Es handelt sich damit um ein Urwaldrelikt.

## Lebensweise
Die vollentwickelte Imago des Großen Eichenbocks hält sich fast ausschließlich an ihrem Geburtsbaum auf. Tagsüber versteckt sie sich unter loser Rinde, in alten Fraßgängen oder im Laub im direkten Umfeld des Baumes. In warmen Sommernächten mit Temperaturen über 18 °C, vor allem im Juni und Juli, fliegt die Imago kleinere Strecken, selten auch bis zu 4 Kilometer. Entsprechend gering ist die Verbreitungstendenz dieser sehr ortstreuen Tiere. Zwischen 20 und 22 Uhr ist ihre Hauptaktivität. Sie ernähren sich am Saftfluss verletzter Eichen und reifem Obst. Die adulten Tiere werden maximal 46 Tage (Männchen) bzw. 59 Tage (Weibchen) alt. Während seiner nächtlichen Aktivität erzeugt der Große Eichenbock stridulierende Geräusche, indem er die vorderen zwei seiner drei Brustsegmente aneinander reibt.
Je ein bis drei Eier auf einmal, insgesamt 60 bis 450, legt das Weibchen mehrmals in die knorrige Rinde alter Eichen. Nach bis zu drei Wochen schlüpfen die Larven und fressen sich zur ersten Überwinterung in das Kambium, im zweiten Jahr ins Splintholz und im dritten (bis fünften Jahr) ins Kernholz. Die neun bis zehn Zentimeter langen Larven ernähren sich von den Assimilaten, Vitaminen und Mineralstoffen im Saftfluss des Baumes. Sie verpuppen sich im Juli oder August im Hakengang. Nach vier bis sechs Wochen schlüpfen je Baum bis zu 200 Käfer von Ende September bis Oktober, die dann ein drittes Mal in der Puppenwiege überwintern. In manchen Fällen dauert die Entwicklung auch vier oder fünf Jahre.

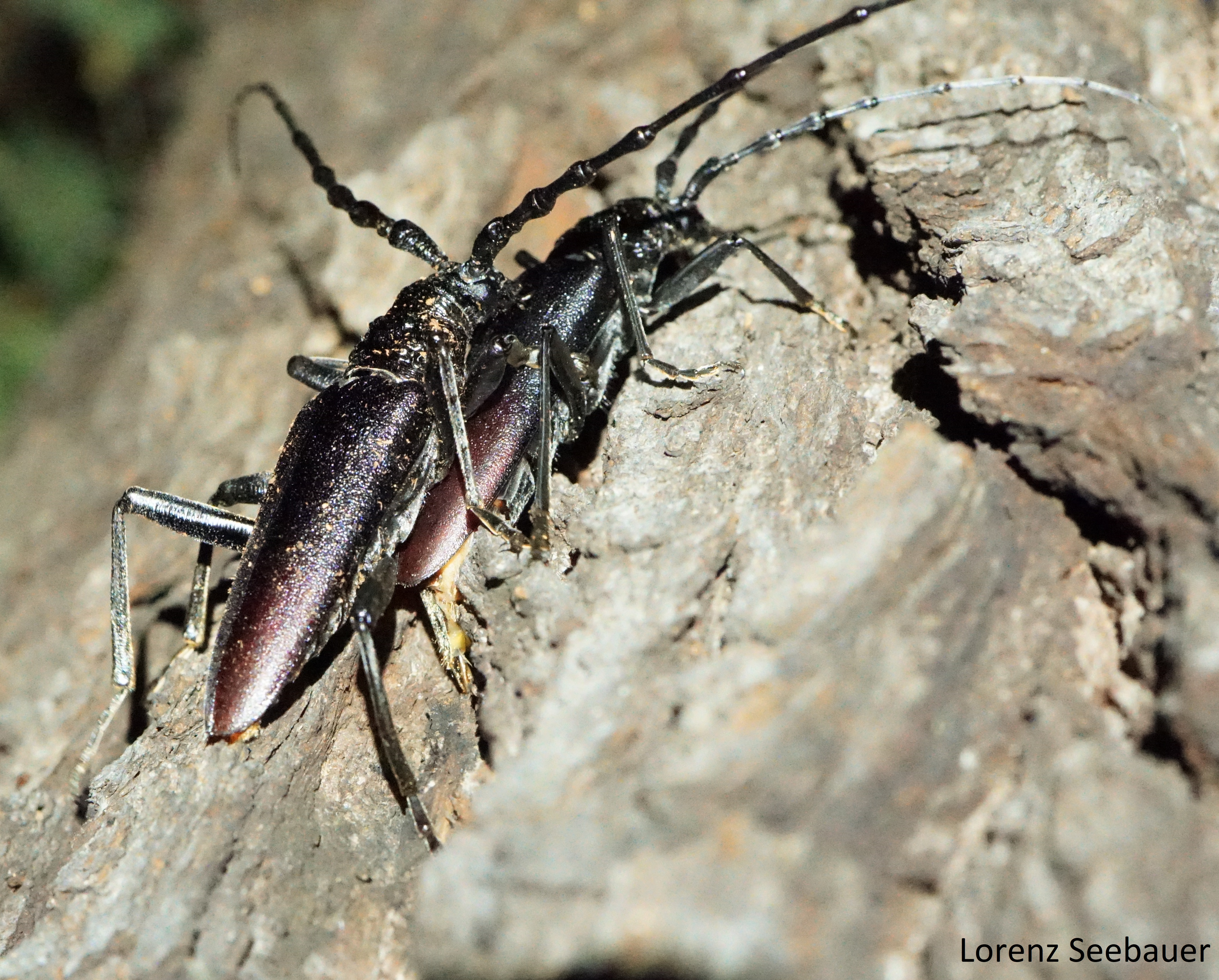

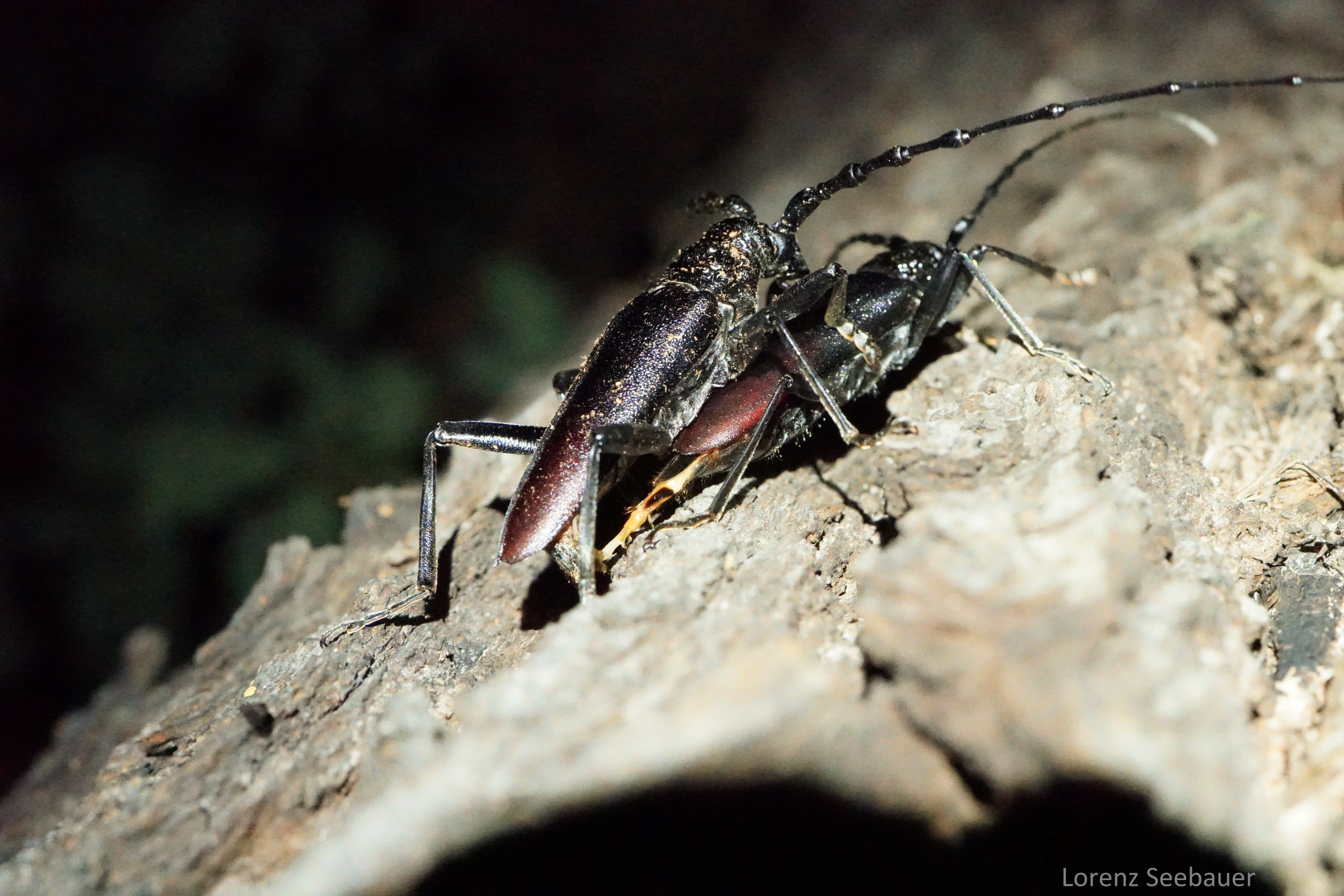

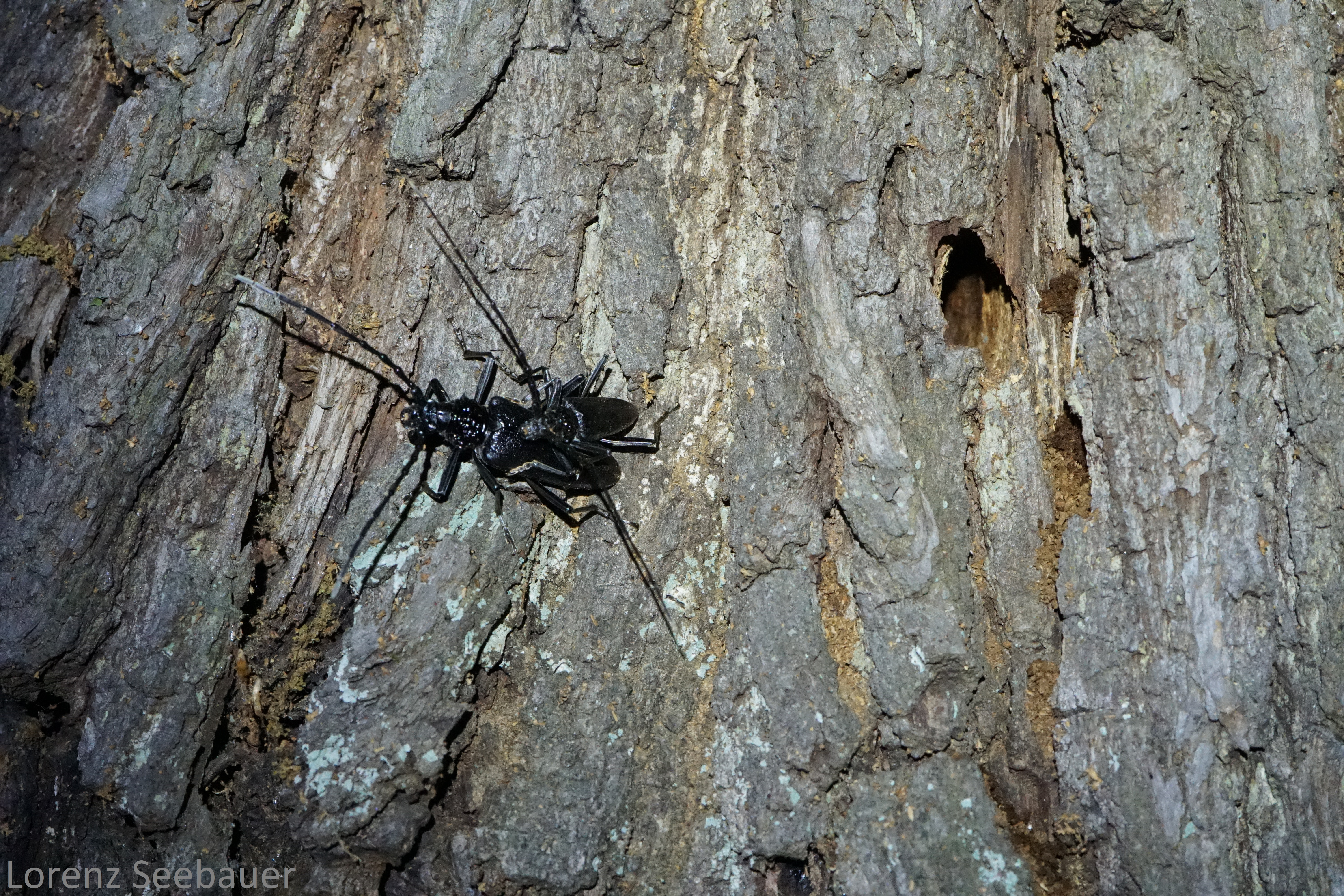

## Rückgang und Gefährdungsursachen

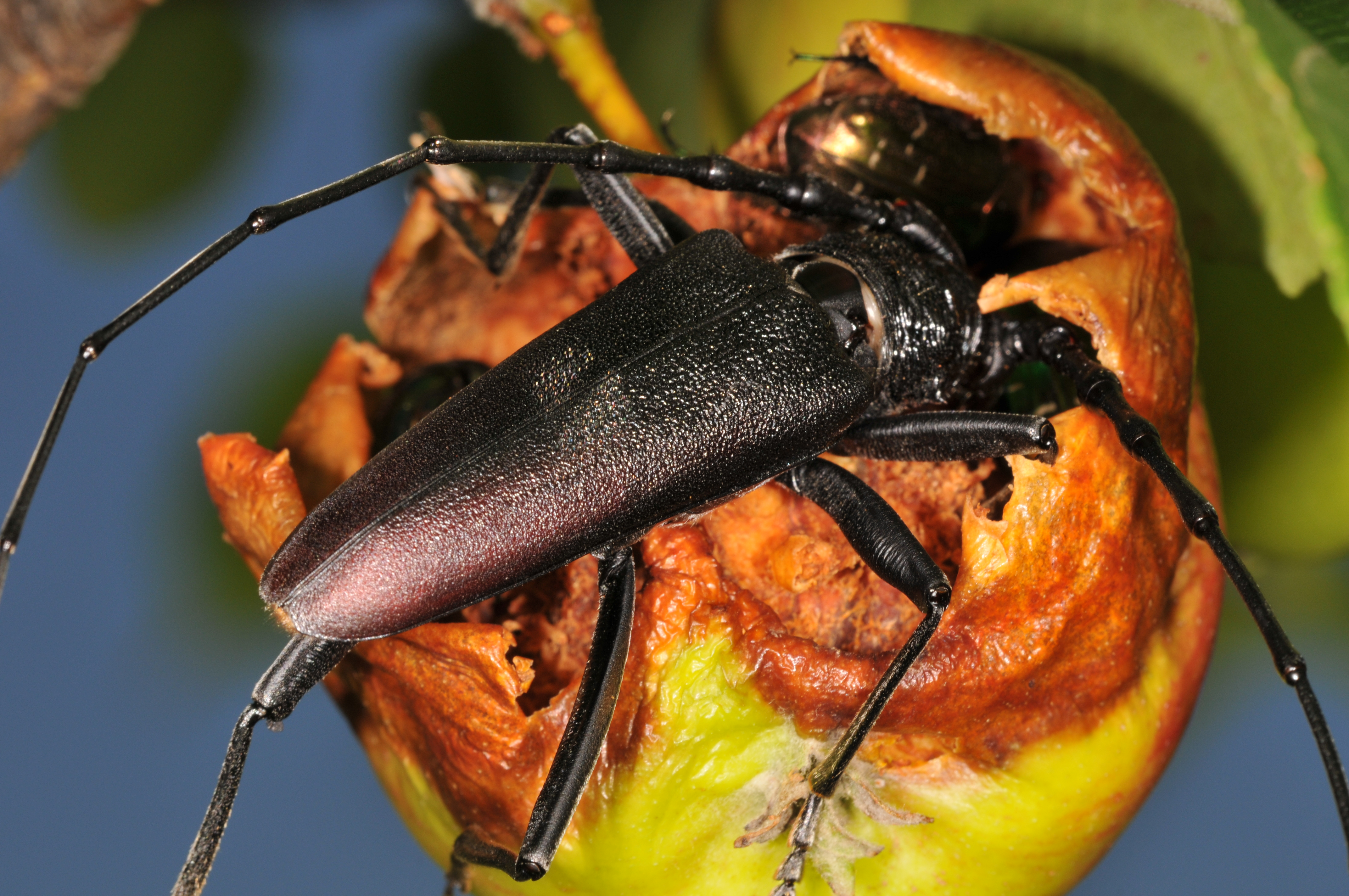
Männchen bei der Nahrungsaufnahme

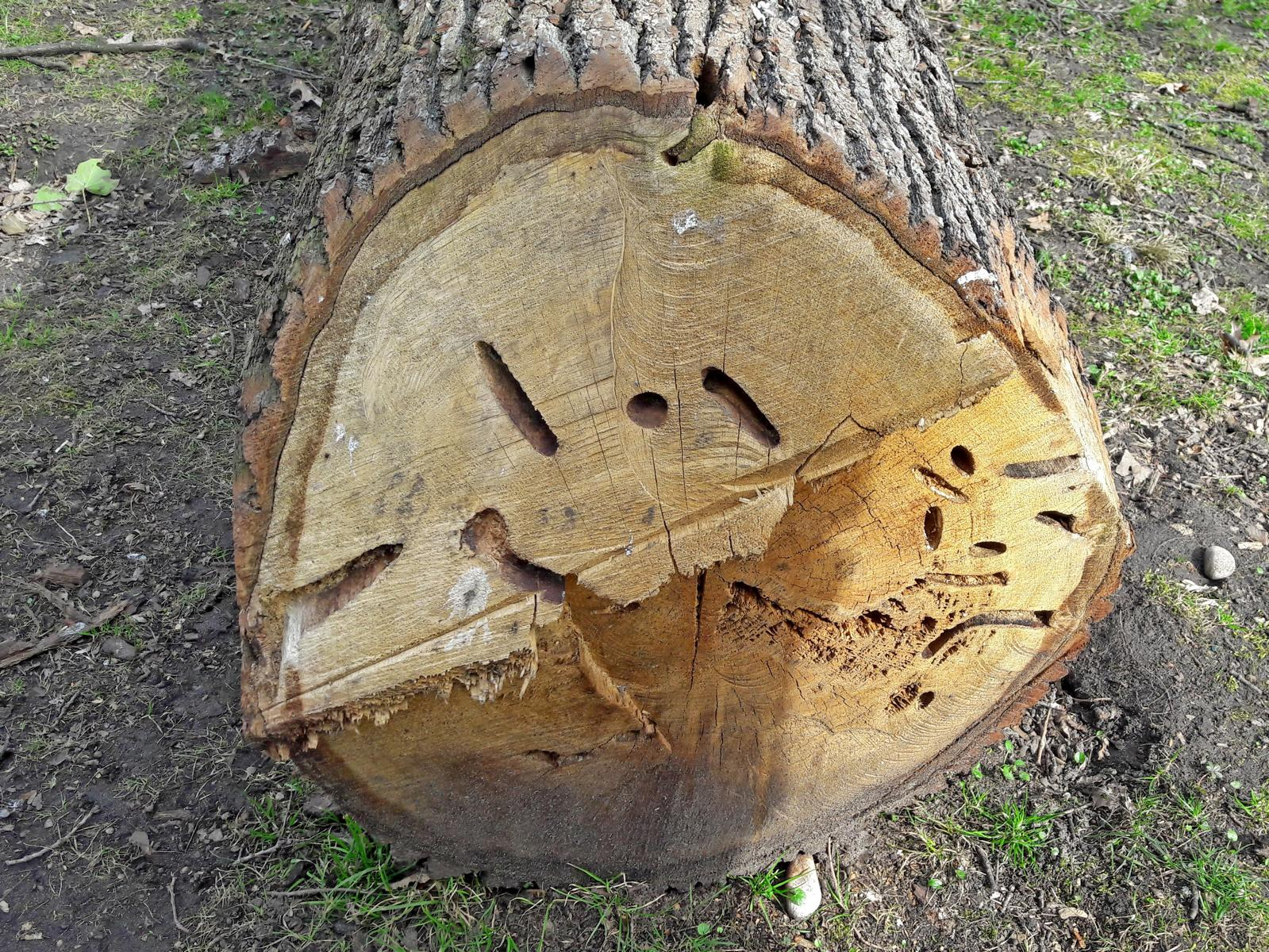
Larvengänge und Ausbohrlöcher des Großen Eichenbocks in einer Eiche

Wann der Rückgang der Art begonnen hat, ist heute nicht mehr nachvollziehbar. In der Forstwirtschaft wurde der Große Eichenbock als Schädling beschrieben. Das war aber anscheinend nicht immer so. In C. G.Kalwers’s Käferbuch (ca. 1880) wird beim Mulmbock erwähnt, dass er sehr oft schädlich wird, beim großen Eichenbock war dies nicht der Fall. Während in der 3. Auflage „Der Forstschutz“ von Heß 1898 der Eichenbock noch nicht bei den schädlichen Bockkäfern aufgelistet wird, ist 1927 in der 5. Auflage von „Forstschutz“ (Heß-Beck) der Käfer bereits aufgeführt und als Bekämpfungsmaßnahme das „Wegfangen der schwärmenden Käfer in der Abenddämmerung“ empfohlen worden. Auslöser dieser Änderung in der Betrachtungsweise muss nicht unbedingt ein verstärktes Auftreten der Käfer in Deutschland gewesen sein. Vermutlich führten zwei größere Schadereignisse zu Beginn des 20. Jahrhunderts zu den Erwähnungen in der Schädlings-Literatur. Von 1910 bis 1917 war der Große Eichenbock im ehemaligen Jugoslawien Mitverursacher eines größeren Eichensterbens, und in den 1920er-Jahren kam es in den Eichenwäldern der Waldsteppengebiete Südrusslands zu einer Kalamität, bei der auf 10.000 ha etwa jede dritte Eiche befallen war.
Weckwerth bezeichnet den Käfer noch 1954 als „größten Holzzerstörer“ in der Familie der Bockkäfer und gibt an, dass man ihn in Deutschland in allen größeren Eichenwäldern findet und besonders häufig in der Ukraine. Schwenke berichtet 1974, dass der Käfer in den letzten Jahrzehnten viel an Bedeutung verloren habe und nur noch lokal häufig sei. In einigen Regionen stand er zu dieser Zeit bereits unter Schutz. Allerdings werde er in Süd- und Südosteuropa „nach wie vor zu den größten Forstschädlingen“ gezählt. Kovacevic listet den Großen Eichenbock 1957 bei den wichtigsten Forstschädlingen in Jugoslawien auf. Hierbei schränkt er allerdings ein, dass der Große Eichenbock mehr „ein technischer als physiologischer Holzschädling“ sei.
Der Große Eichenbock ist heute vom Aussterben bedroht und nach der FFH-Richtlinie (Anh. II und IV) der EU streng geschützt. In Deutschland ist die Art in Thüringen ausgestorben, in Schleswig-Holstein, Mecklenburg-Vorpommern, Nordrhein-Westfalen und Bayern sind nur noch Einzelvorkommen bekannt, die zum Teil auf einzelne Bäume beschränkt sind. In Berlin sind zurzeit an vier Orten Vorkommen bekannt. Flächenhafte Vorkommen sind noch in Südhessen, Baden-Württemberg (Großraum Karlsruhe), Rheinland-Pfalz (äußerster Südosten), Niedersachsen, Sachsen, Sachsen-Anhalt und Brandenburg vorhanden. In Deutschland ist der Große Eichenbock als eine nationale Verantwortungsart innerhalb der Nationalen Strategie zur biologischen Vielfalt der Bundesregierung eingestuft. Die IUCN führt die Art als vulnerable.
Bekannte und anhaltende Rückgangsursachen sind vor allem:
- Umwandlung von Hartholz-Auwäldern in Grünland und Acker.
- Umwandlung von Eichenwäldern in Nadelholzforsten.
- Umwandlung von Urwäldern mit Eichenmischbeständen in Wirtschaftswälder mit Nutzung der Bäume lange vor dem biologischen Alterstod.
- Aufgabe bzw. Umwandlung von Hutewäldern in andere Forsten.
- Aufforstung von Lichtungen und Bestandslücken und damit Beschattung der Alteichen.
- Beseitigung oder Sanierung von absterbenden Alteichen in Park- und sonstigen Grünanlagen aus ästhetischen Gründen oder im Rahmen der Verkehrssicherungspflicht.

## Schutzmaßnahmen und -strategien
Der Rückgang des Großen Eichenbocks lässt sich nur langsam bremsen, da Eichen erst in einem Alter ab 80 bis 150 Jahren für diese Käferart interessant werden. Die Ausbreitung (Wiederbesiedelung) und der genetische Austausch der Populationen ist durch die sehr kleine kritische Verbunddistanz von weniger als zwei Kilometern in der heutigen intensiv genutzten Landschaft Mitteleuropas und Westeuropas nicht mehr gegeben (vgl. a. Biotopverbund). Die verbliebenen und potenziellen Habitate des Großen Eichenbocks sind daher streng zu schützen und müssen durch eine angepasste Pflege und Bewirtschaftung erhalten werden. Dies ist eine der national vorrangig zu verfolgenden Maßnahmen nach der FFH-Richtlinie. Der Umbau der Forsten zu naturnahen Waldgesellschaften ist, trotz der langen Laufzeiten, weiter zu verfolgen. Größere zusammenhängende Laubwaldökosysteme, vor allem auf natürlichen Standorten der Stieleiche, sollten ihrer natürlichen Sukzession überlassen werden. Gegebenenfalls muss steuernd eingegriffen werden, um Neophyten wie Robinie und amerikanische Roteiche und Zerreiche, die direkte und starke Standortkonkurrenten sind, zu verdrängen. Eine extensive Forstwirtschaft, die Bevorzugung der langsamwüchsigen Stieleiche gegenüber Kiefern und ein weitgehender Verzicht auf „Baumpflege“ in Parks, Friedhöfen und Gärten könnten den weiteren Rückgang der Art bremsen.